# Minamoto no Michinari
Minamoto no Michinari (源道済) (? - 1019) est un poète et courtisan japonais du milieu de l'époque de Heian. Son père est Minamoto no Masakuni et son arrière-grand-père Minamoto no Saneakira. Il compte parmi les trente-six poètes immortels du Moyen Âge (Chūko Sanjūrokkasen).
Il étudie la composition poétique en 998, est promu kurōdo en 1001 et exerce la fonction de shikibu-shō en 1004. Il est nommé gouverneur de la province de Chikuzen en 1015, poste qu'il occupe jusqu'à sa mort en 1019. Dans ses dernières années, il porte le titre de shōgoi.
Il est féru de poésie chinoise et de poésie waka japonaise et participe à plusieurs cercles poétiques patronnés par Fujiwara no Michinaga. Parmi ses œuvres on compte le Wakan Kensakushū (和漢兼作集), collection de poésie chinoise et japonaise; le Michinari Jūtai (道済十体), livre de poésie et le Michinari-shū (道済集), collection personnelle de poèmes. Il entretient des relations artistiques avec Akazome Emon, le moine Nōin, Izumi Shikibu et Fujiwara no Takatō entre autres. Cinquante-six de ses poèmes sont inclus dans diverses anthologies impériales, dont la Shūi Wakashū. 